# Jeved, Cernihiv
Jeved (în ucraineană Жеведь) este o comună în raionul Cernihiv, regiunea Cernihiv, Ucraina, formată numai din satul de reședință.

## Demografie
Componența lingvistică a comunei Jeved
     Ucraineană (96,13%)
     Rusă (3,64%)
Conform recensământului din 2001, majoritatea populației comunei Jeved era vorbitoare de ucraineană (96,13%), existând în minoritate și vorbitori de rusă (3,64%).